# The Fabulous Shirley Bassey
| Оценки критиков | Оценки критиков |
| Источник        | Оценка          |
| --------------- | --------------- |
| AllMusic        | [ 1 ]           |

The Fabulous Shirley Bassey — третий студийный альбом британской певицы Ширли Бэсси, выпущенный в 1959 году на лейбле Columbia Records. Альбом был записан при участии оркестра Джоффа Лава. Это был первый студийный альбом Ширли Бэсси с совершенно новым материалом. Два её предыдущих альбома, выпущенных на лейбле Philips, были сборниками новых записей и ранее выпущенных материалов, записанных в период с 1956 по 1958 год.

## Список композиций
| №  | Название                         | Автор(ы)                     | Длительность |
| -- | -------------------------------- | ---------------------------- | ------------ |
| 1. | «A Foggy Day in London Town»     | Джордж Гершвин, Айра Гершвин | 3:11         |
| 2. | «I’ve Got You Under My Skin»     | Коул Портер                  | 3:33         |
| 3. | «Cry Me a River»                 | Артур Гамильтон              | 3:28         |
| 4. | «April in Paris»                 | Йип Харбург, Вернон Дюк      | 2:55         |
| 5. | «I’ve Never Been in Love Before» | Фрэнк Лессер                 | 3:40         |
| 6. | «The Man That Got Away»          | Гарольд Арлен, Айра Гершвин  | 4:03         |

| №  | Название                            | Автор(ы)                                | Длительность |
| -- | ----------------------------------- | --------------------------------------- | ------------ |
| 1. | «’S Wonderful»                      | Джордж Гершвин, Айра Гершвин            | 2:15         |
| 2. | «I’ll Remember April»               | Дон Рэй, Джин Де Пол, Патриция Джонстон | 4:07         |
| 3. | «Easy to Love»                      | Коул Портер                             | 3:03         |
| 4. | «No One Ever Tells You»             | Кэрролл Коатес, Хаббард Этвуд           | 2:54         |
| 5. | «They Can’t Take that Away from Me» | Джордж Гершвин, Айра Гершвин            | 3:11         |
| 6. | «The Party’s Over»                  | Жюль Стайн, Адольф Грин, Бетти Комден   | 3:31         |

## Чарты
| Чарт (1961)                      | Высшая позиция |
| -------------------------------- | -------------- |
| Великобритания (UK Albums Chart) | 12             |